# Robert Beck
Robert Lee „Bob” Beck (ur. 30 grudnia 1936 w San Diego, zm. 2 kwietnia 2020 w San Antonio), amerykański pięcioboista nowoczesny i szermierz. Dwukrotny brązowy medalista olimpijski z Rzymu.

## Kariera sportowa
Na igrzyskach był trzeci zarówno indywidualnie, jak i w drużynie (partnerowali mu Jack Daniels i George Lambert). W 1961 był trzeci w drużynie w mistrzostwach świata. Brał udział w IO 68, startował w pięcioboju, ale i w drużynie szpadzistów.